# Coelogyne buennemeyeri
Coelogyne buennemeyeri é uma espécie de orquídea epífita, família Orchidaceae, originária de G.Talang, em Sumatra.